# Neoliodes silvestris
Neoliodes silvestris är en kvalsterart som först beskrevs av Hammer 1977.  Neoliodes silvestris ingår i släktet Neoliodes och familjen Neoliodidae. Inga underarter finns listade i Catalogue of Life.